# No Small Children
No Small Children és un grup de música de rock alternatiu format per tres dones de Los Angeles, Califòrnia en actiu des de 2012 conegut per la seva versió de Laisse tomber les filles i per participar en la banda sonora del remake de 2016 de Caçafantasmes.